# Vetovo
Vetovo – wieś w Chorwacji, w żupanii pożedzko-slawońskiej, w mieście Kutjevo. W 2011 roku liczyła 988 mieszkańców.